# Fontanilles
Fontanilles è un comune spagnolo situato nella comunità autonoma della Catalogna.